# Dollaro giamaicano
Il dollaro (codice ISO 4217 JMD) è la valuta della Giamaica dal 1969. Normalmente
è abbreviato con il simbolo di valuta $, o, in alternativa, J$ o JA$ per distinguerlo da altre valute con lo stesso nome. La valuta è divisa in 100 cent.

## Storia
Il 30 gennaio 1968 il parlamento della Giamaica (Jamaican House of Representatives) votò la decimalizzazione della valuta con l'introduzione del dollaro, dal valore di 10 scellini per sostituire la sterlina. Monete e banconote furono poste in circolazione l'8 settembre 1969.

## Monete
Al momento dell'introduzione furono coniate monete da 1 cent (pari al precedente 1.2 penny), 5 cent (6 penny), 10 cent (1 scellino), 20 cent (2 scellini) e 25 cent (2 scellini e 6 penny). Ad eccezione della moneta da 1 cent, le dimensioni delle monete erano identiche a quelle delle monete sostituite.
Le monete da 50 cent furono introdotte nel 1976 ma la produzione per la circolazione ebbe termine nel 1989, assieme a quella da 20 cent. Nel 1990 fu introdotta la moneta da 1 dollaro, seguita da quella da 5 dollari nel 1994, da 10 dollari nel 1999 e da 20 dollari nel 2000.
Le monete attualmente in circolazione sono:
- 1 cent
- 10 cent
- 25 cent
- $1
- $5
- $10
- $20

La moneta da cinque dollari è magnetica.

## Banconote
Nel 1969 furono introdotte banconote dal 50 cent (5 scellini), 1 $ (10 scellini), 2 $ (1 £), e 10 $ (5 £). Il biglietto da 5 $ fu introdotto nel 1970, seguito da quello da 20 $ il 1976. La banconota da 100 $ fu aggiunta nel 1986, seguita da quella da 50 $ il 1988. La banconota da 2 $ fu ritirate nel 1989, mentre quella da 1 $ fu sostituita da una moneta nel 1990. Nel 1994 una moneta sostituì la banconota da 5 $ e fu introdotta la banconota da 500 $. Nel 1999 la moneta da 10 $ sostituì la banconota e nel 2000 la moneta da 20 $ sostituì la banconota equivalente. Lo stesso anno fu immessa la banconota da 1 000 $.
Le banconote attualmente in circolazione sono:
- 50 $
- 100 $
- 500 $
- 1 000 $

## Immagini delle banconote

Diritto della banconota da 10 dollari
Rovescio della banconota da 10 dollari
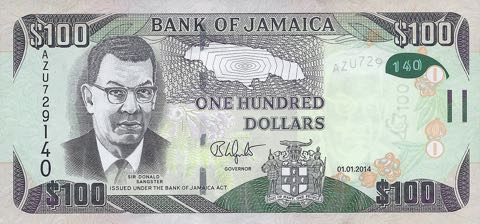
Banconota da 100 dollari
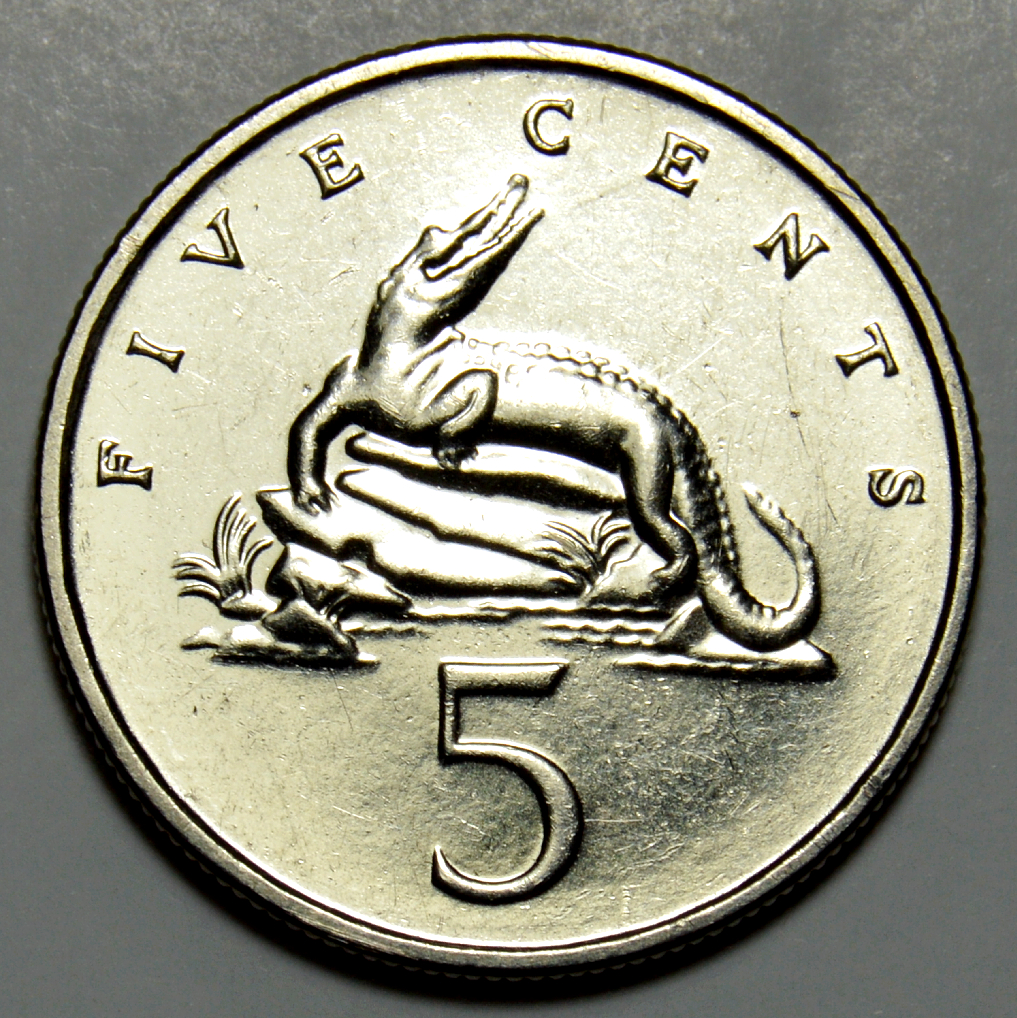
Moneta da 5 cents (1991)
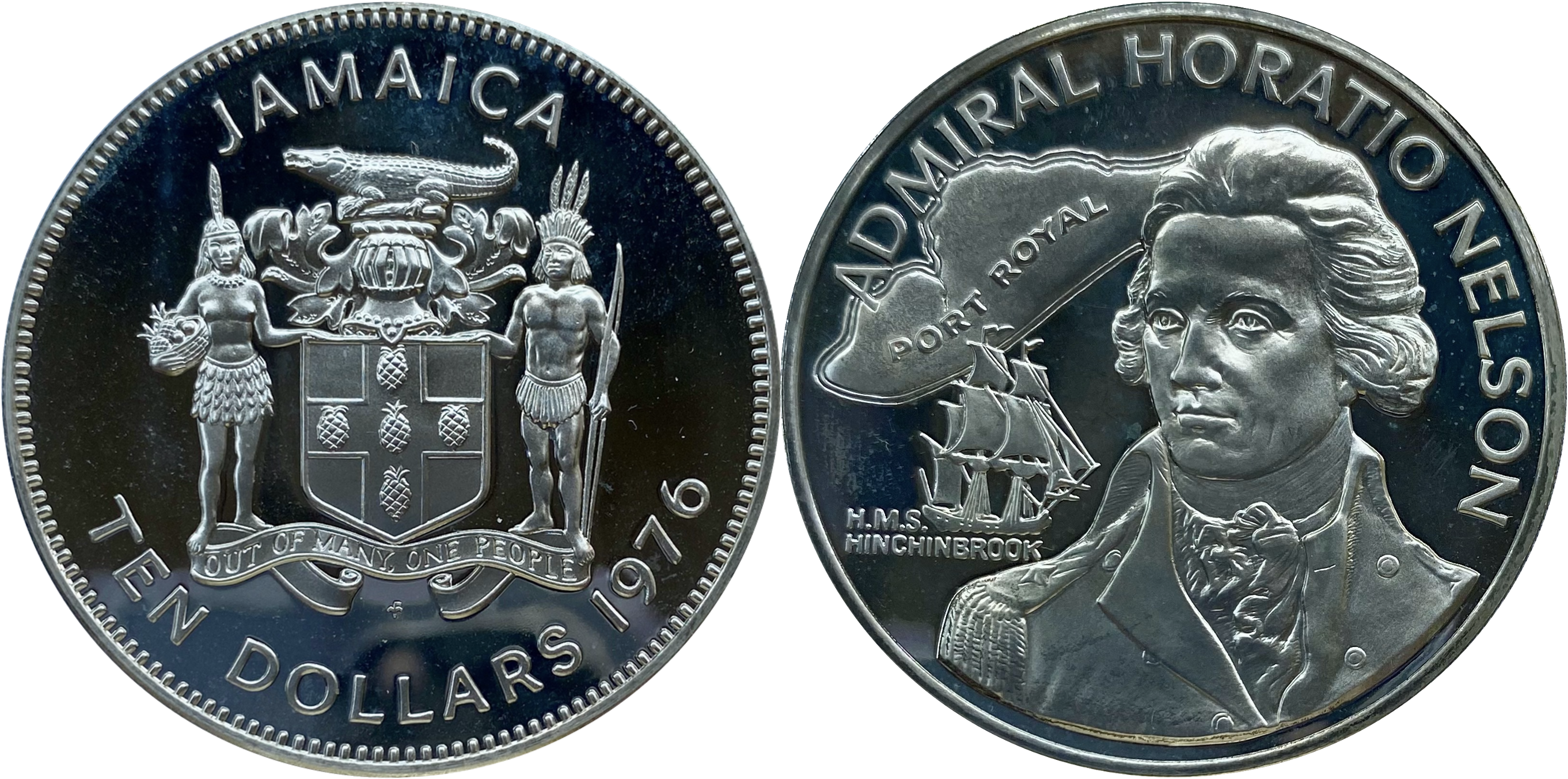
Moneta da 10 dollari (1976)
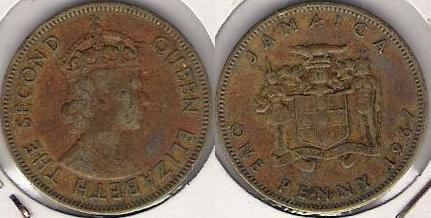
Moneta da 1 penny

## Uso fuori dalla Giamaica
Il dollaro giamaicano fu usato non solo in Giamaica ma anche nelle Isole Cayman, che in precedenza ne erano una dipendenza, fino al 1972. Quell'anno il territorio terminò l'uso del dollaro giamaicano ed adottò una valuta propria, il dollaro delle Cayman.